# Intelligence Star
L'Intelligence Star è un'onorificenza conferita dalla CIA ai suoi agenti per "azioni volontarie di coraggio eseguite in condizioni pericolose o per risultati eccezionali o servizi resi con distinzione in condizioni di grave rischio".